# Akotropis hsingtanensis
Akotropis hsingtanensis är en insektsart som beskrevs av Chen, Yang och Wilson 1989. Akotropis hsingtanensis ingår i släktet Akotropis och familjen vedstritar. Inga underarter finns listade i Catalogue of Life.